# 152e méridien ouest
En géographie, le 152e méridien ouest est le méridien joignant les points de la surface de la Terre dont la longitude est égale à 152° ouest.

## Géographie

### Dimensions
Comme tous les autres méridiens, la longueur du 152e méridien correspond à une demi-circonférence terrestre, soit 20 003,932 km. Au niveau de l'équateur, il est distant du méridien de Greenwich de 16 920 km,.
Le 152e méridien ouest forme un grand cercle avec le 28e méridien est.

### Régions traversées
En commençant par le pôle Nord et descendant vers le sud au pôle Sud, Le 152e méridien ouest passe par:
| Coordonnées           | Pays, territoire ou mer | Notes |
| --------------------- | ----------------------- | --- |
| 90° 00′ N, 152° 00′ O | Océan Arctique          | |
| 72° 03′ N, 152° 00′ O | Mer de Beaufort         | |
| 70° 34′ N, 152° 00′ O | États-Unis              | Alaska |
| 60° 41′ N, 152° 00′ O | Golfe de Cook           | |
| 60° 25′ N, 152° 00′ O | États-Unis              | Alaska — Île Kalgin (en) |
| 60° 21′ N, 152° 00′ O | Golfe de Cook           | Passe juste à l'ouest de la Péninsule Kenai, Alaska, États-Unis (à 59° 18′ N, 151° 59′ O) |
| 58° 55′ N, 152° 00′ O | États-Unis              | Alaska — les îles Barren |
| 58° 54′ N, 152° 00′ O | Océan Pacifique         | |
| 58° 21′ N, 152° 00′ O | États-Unis              | Alaska — île Afognak |
| 58° 12′ N, 152° 00′ O | Océan Pacifique         | Passe juste à l'est l'Île Kodiak, Alaska, États-Unis (à 57° 37′ N, 152° 09′ O) Passe juste à l'ouest de l'île Flint, Kiribati (à 11° 25′ S, 151° 48′ O) Passe juste à l'ouest de l'atoll de Tupai, Polynésie française (à 16° 14′ S, 151° 51′ O) Passe juste à l'est de l'atoll de Maupiti, Polynésie française (à 16° 26′ S, 152° 13′ O) Passe juste à l'ouest de Bora Bora, Polynésie française (à 16° 28′ S, 151° 47′ O) |
| 60° 00′ S, 152° 00′ O | Océan Austral           | |
| 77° 20′ S, 152° 00′ O | Antarctique             | Dépendance de Ross, Liste des territoires revendiqués par la Nouvelle-Zélande |